# Agnes Naa Momo Lartey
Agnes Naa Momo Lartey, née le 16 avril 1976 à Krowor (en) au Ghana, est une femme politique ghanéenne. Elle a participé aux élections générales ghanéennes de 2020 et a remporté le siège parlementaire de la circonscription de Krowor (en). Elle a conservé son siège lors des élections générales ghanéennes de 2024 pour le Congrès national démocratique. Elle est également ministre en charge du ministère des Affaires féminines et de l'Enfance,,.

## Jeunesse et éducation
Elle est née le 16 avril 1976. Sa ville natale est Krowor (en) . Elle est chrétienne. Elle a obtenu sa maîtrise en philosophie de l'Université des études professionnelles d'Accra et sa maîtrise ès arts de l'Université de Cape Coast. Elle a également obtenu un baccalauréat ès arts du Central University College et a également obtenu une maîtrise en développement organisationnel et système du Gestalt Institute de Cleveland, aux États-Unis. Elle a obtenu le niveau avancé en arts de l'école secondaire West Africa. Elle a obtenu son O Level à Nungua Sec. Sch. et elle a obtenu son doctorat à l'Université du Ghana.

## Politique
Naa Momo a commencé sa carrière politique en 2000. Depuis lors, elle a été députée et présidente de l'Assemblée municipale de Krowor.
En décembre 2016, elle s'est présentée aux élections générales ghanéennes de 2016 sous la bannière du Congrès national démocratique et a perdu face à Elizabeth Afoley Quaye (en) du Nouveau Parti patriotique. Elle s'est à nouveau présentée aux élections générales ghanéennes de 2020 sous la bannière du Congrès national démocratique et a gagné. Elle a recueilli 41 850 voix, ce qui représente 55,80 % du total des votes exprimés. Elle a été élue face à la titulaire Elizabeth Afoley Quaye (en) du Nouveau Parti Patriotique et Hannah Bortey du Mouvement Unioniste du Ghana (en). Ces deux partis ont obtenu respectivement 32 604 et 545 voix sur le total des suffrages valablement exprimés. Représentant respectivement 43,47 % et 0,73 % du total des votes valides exprimés,.
En 2024, elle s'est à nouveau présentée sur la liste du Congrès national démocratique et a gagné avec 39 198 voix tandis que son adversaire du Nouveau Parti patriotique, Emmanuel Laryea Odai, a recueilli 23 116 voix.
Elle a été nommée ministre désignée du Genre, de l'Enfance et de la Protection sociale par le président en janvier 2024, mais sa prestation de serment a été retardée même après l'approbation parlementaire en raison de son retard,.